# Snježana Kordić
Snježana Kordić (Osijek, 1964) é uma linguista croata conhecida por seus trabalhos em sintaxe, sociolinguística e, principalmente, por seus artigos contra o prescritivismo linguístico como política linguística na Croácia.

### Artigos

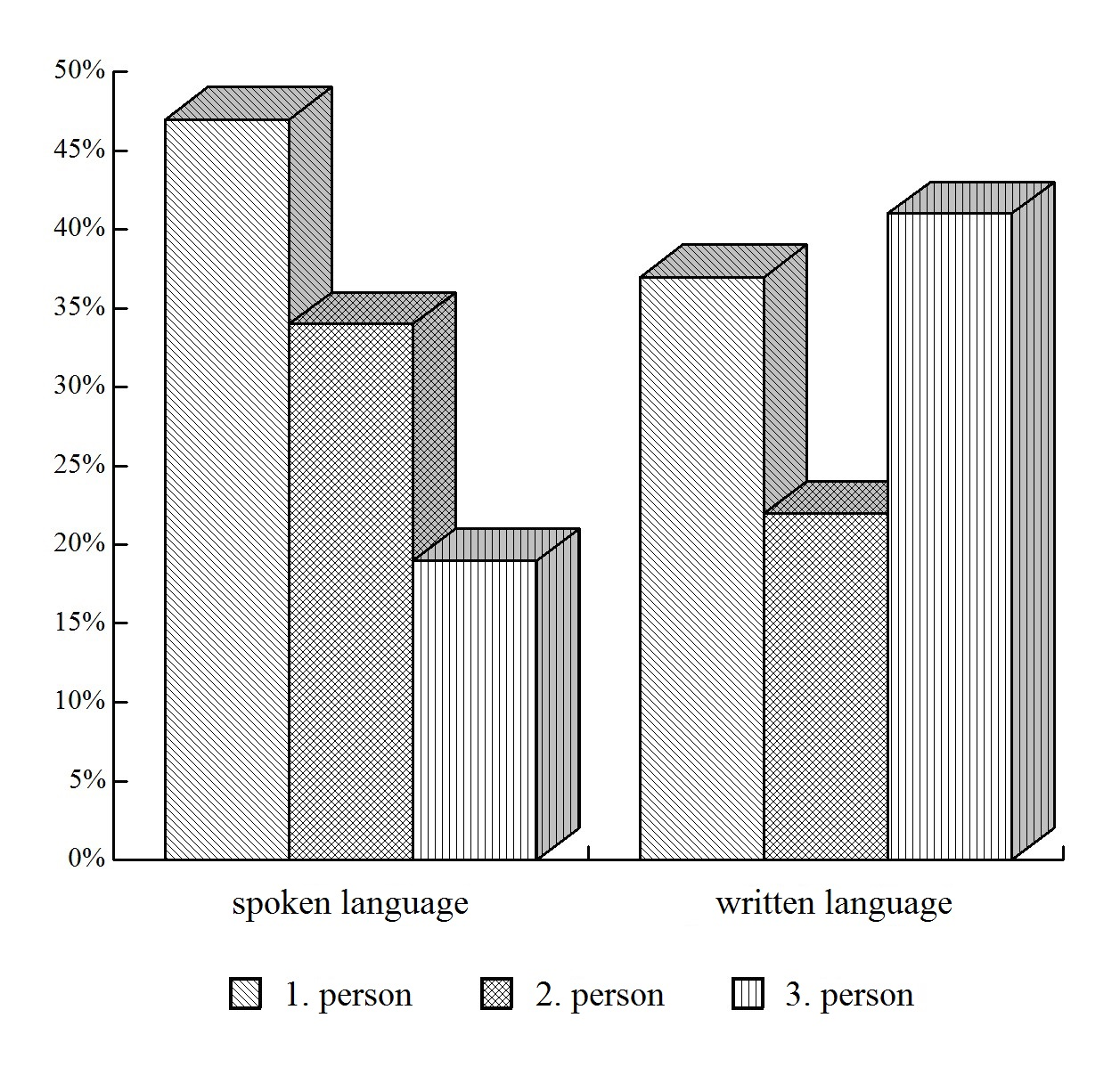
Gráfico de barras – distribuição de frequências: pronomes pessoais em servo-croata (Kordić)